# Дом Гончарова
Дом Гончарова — дом, в котором в 1812 году родился и жил писатель Иван Александрович Гончаров, расположенный по адресу: г. Ульяновск, улица Ленина, 134/20 (ранее ул. Гончарова, 16). С 1960 года — является объектом культурного наследия федерального значения.

## История

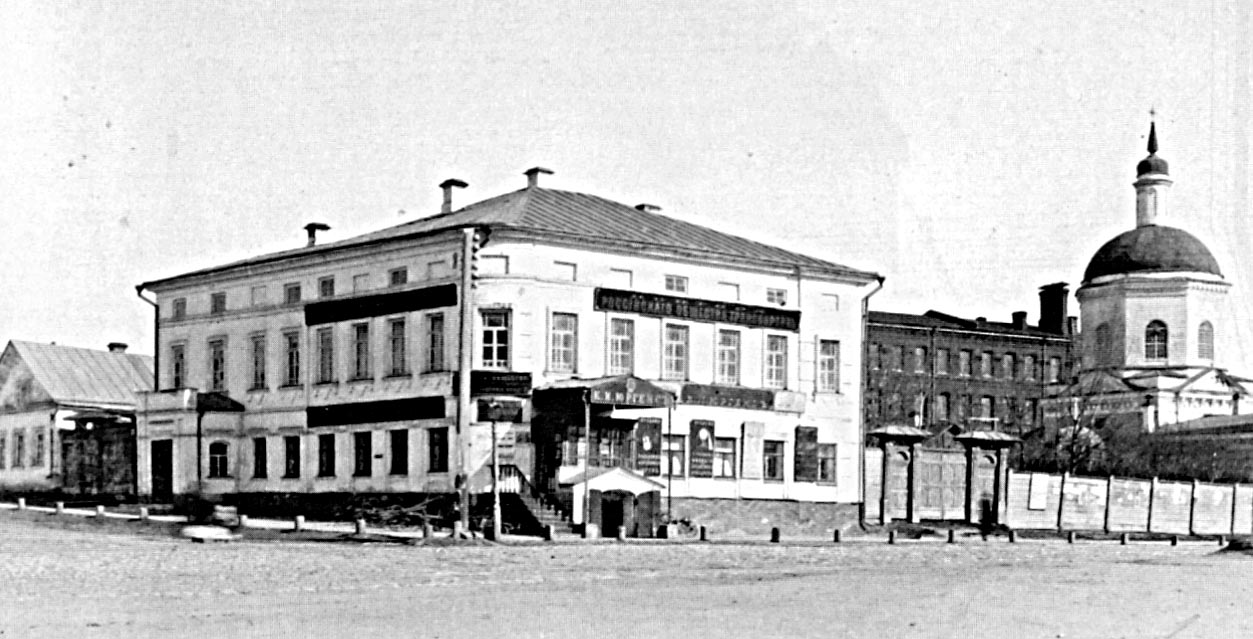
Первоначальный вид дома, где родился И. А. Гончаров (фото 1890 г.).

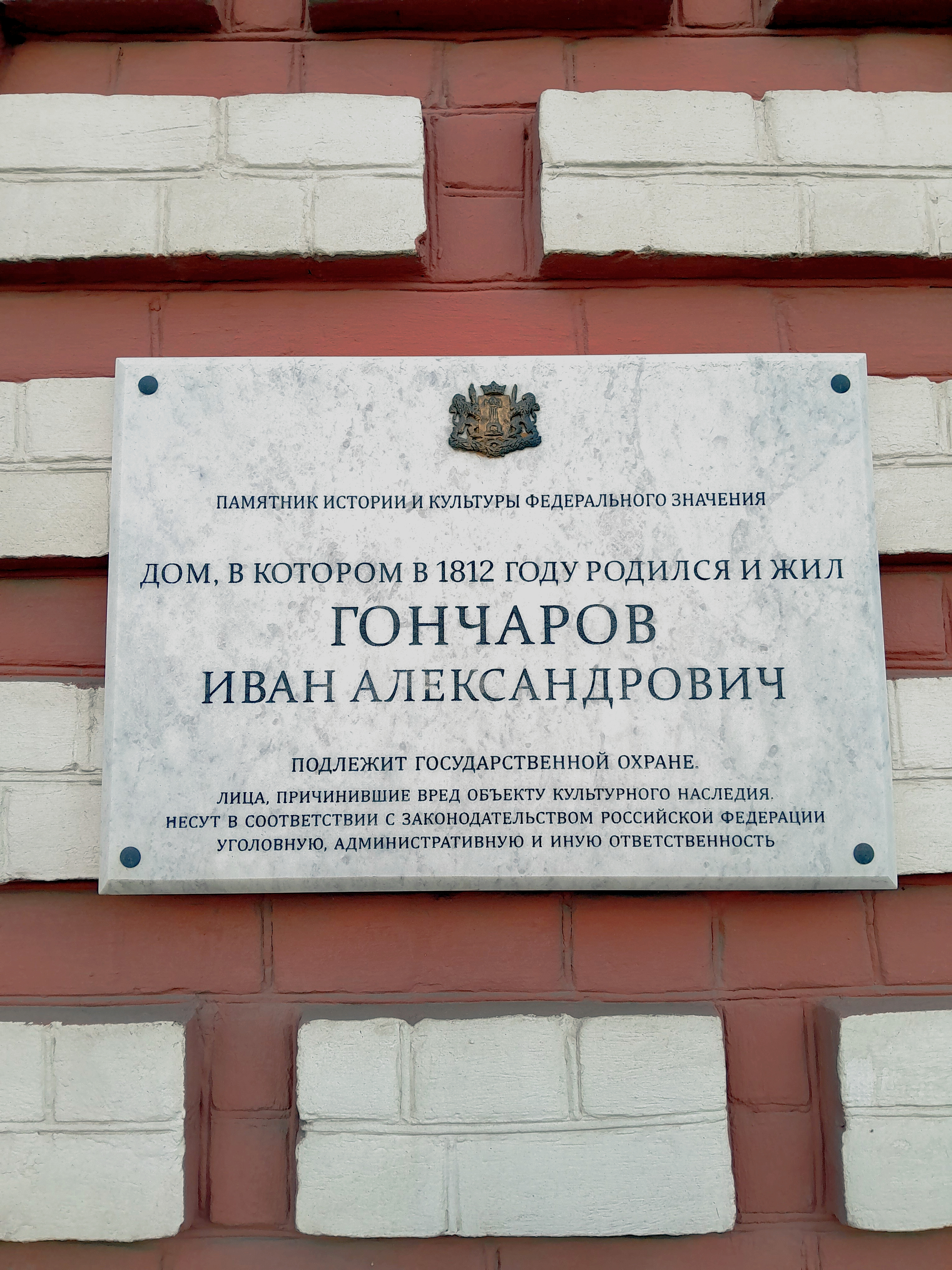
Мемориальная доска на Доме Гончарова.

Дом Гончарова является одним из знаковых культурных объектов центральной части Ульяновска. Двухэтажное каменное здание было построено в конце XVIII века. До 1865 года дом принадлежал семье Гончаровых, 6 (18) июня 1812 года здесь родился писатель Иван Александрович Гончаров, автор романов: «Обыкновенная история», «Обломов» и «Обрыв». Симбирский пожар 1864 года не обошёл усадьбу стороной: сгорели все надворные постройки. Позже Николай Александрович, брат писателя, продал дом симбирскому мещанину М. П. Полякову и 2-й гильдии купчихе П. М. Лебедевой. Каждые владельцы перестраивали и ремонтировали усадьбу. Значительные изменения в облике дома начались в конце XIX века, когда в 1880 году он перешёл в руки Карла Ивановича Юргенса для своего книжного магазина. С 1882 года разрабатывались проекты перестройки дома. В 1894 году было построено здание склада-магазина сельскохозяйственных орудий по Московской улице (Улица Ленина), по проекту архитектора В. И. Ивановского. В 1898 году К. И. Юргенс умер. Фирму унаследовали четверо его сыновей, во главе встал Аксель Карлович Юргенс. В 1898—1900 гг. наследники перестроили дом Гончаровых. Усадьба была обновлена: с двух сторон были сделаны пристрои, надстроен третий этаж, а фасад облицован красным кирпичом. В 1907 году братья Юргенсы заказали мемориальную доску из чёрного шведского гранита с барельефом Ивана Гончарова, выполненным скульптором Б. М. Микешиным, которую установили в угловой части дома. На ней значилось: «Здесь родился Иван Александрович Гончаров 6-го июня 1812 г.». Следующим владельцем усадьбы стал купец А. Балакирщиков. В этот период в нём стала размещаться женская гимназия В. В. Кашкадамовой. После революции дом муниципализировали. В 1920—1923 годах в нём располагался Симбирский пролетарский университет и частные квартиры. С 1962 по 1969 год — школа № 7 имени В. Кашкадамовой. Последние значительные изменения во внешнем облике здания произошли в 1974 году, когда по проекту архитектора А. С. Титова на углу крыши установили башенку с городскими часами, которые были сняты с колокольни Вознесенского собора, а колокол — из Вознесенского храма с. Головкино .
В 1982 года на первом этаже дома был открыт единственный в стране Историко-литературный музей И. А. Гончарова. С 2012 года он становится Историко-мемориальным музеем И. А. Гончарова.

### Охранный статус
Постановлением Совета Министров РСФСР от 30.08.1960 г. № 1327 «О дальнейшем улучшении дела охраны памятников культуры в РСФСР», Дом, в котором в 1812 году родился и жил Гончаров Иван Александрович является объектом культурного наследия федерального значения.

## Дом на старых фотографиях

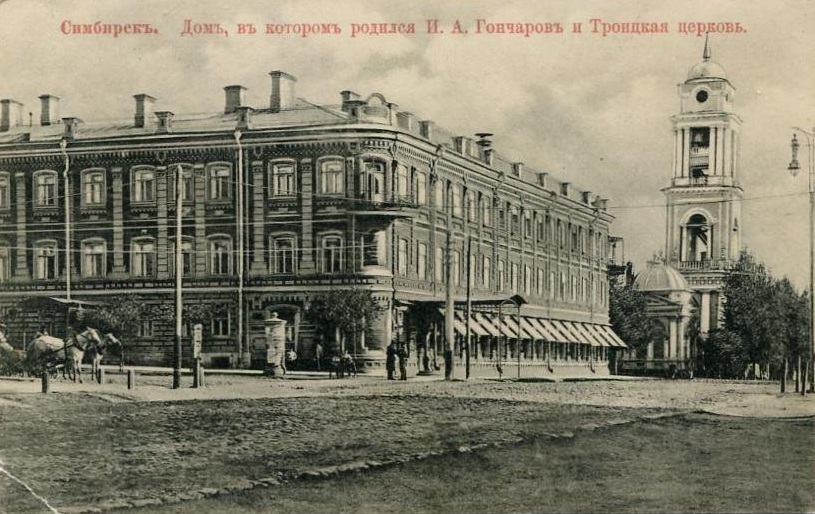
Дом, в котором в 1812 году родился и жил Гончаров Иван Александрович.
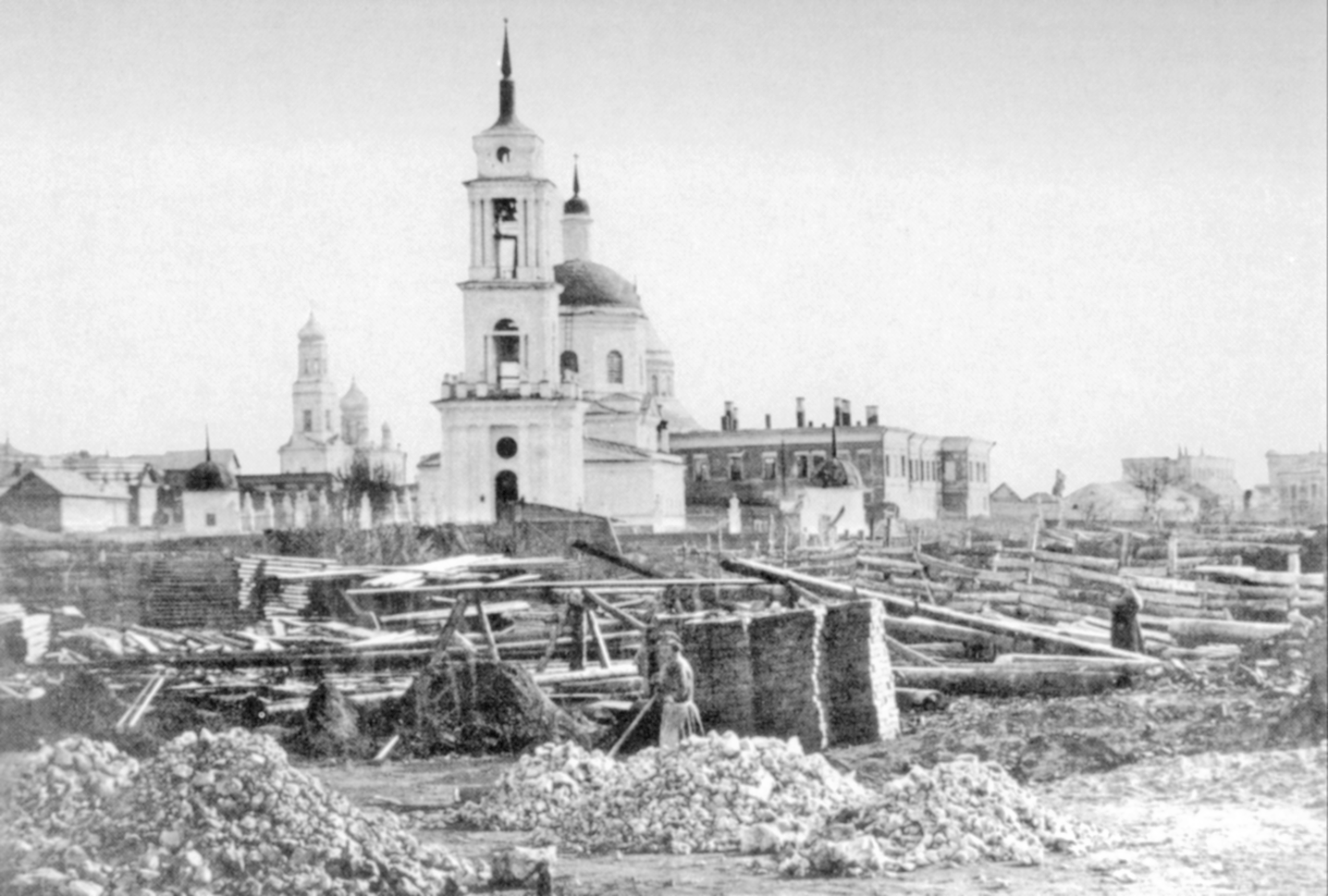
Троицкая церковь после пожара 1864 года (фото 1865). (Слева — сгоревшие постройки Дома Гончарова).
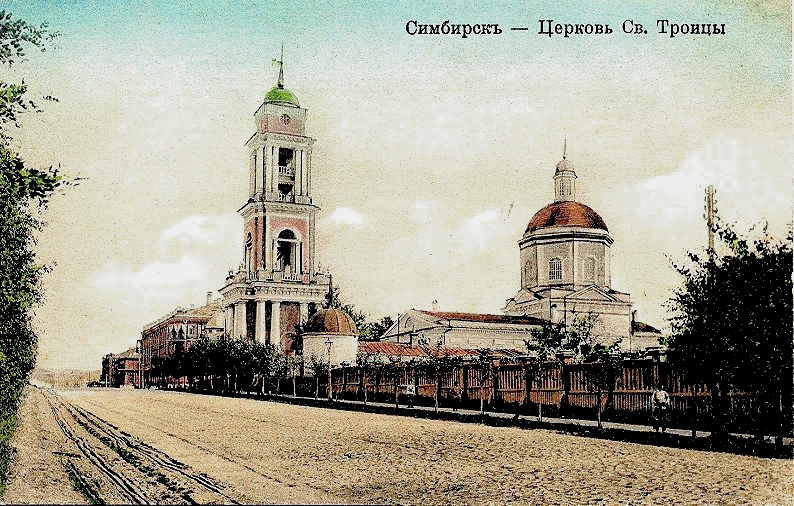
Троицкая церковь и Дом Гончарова (1910).
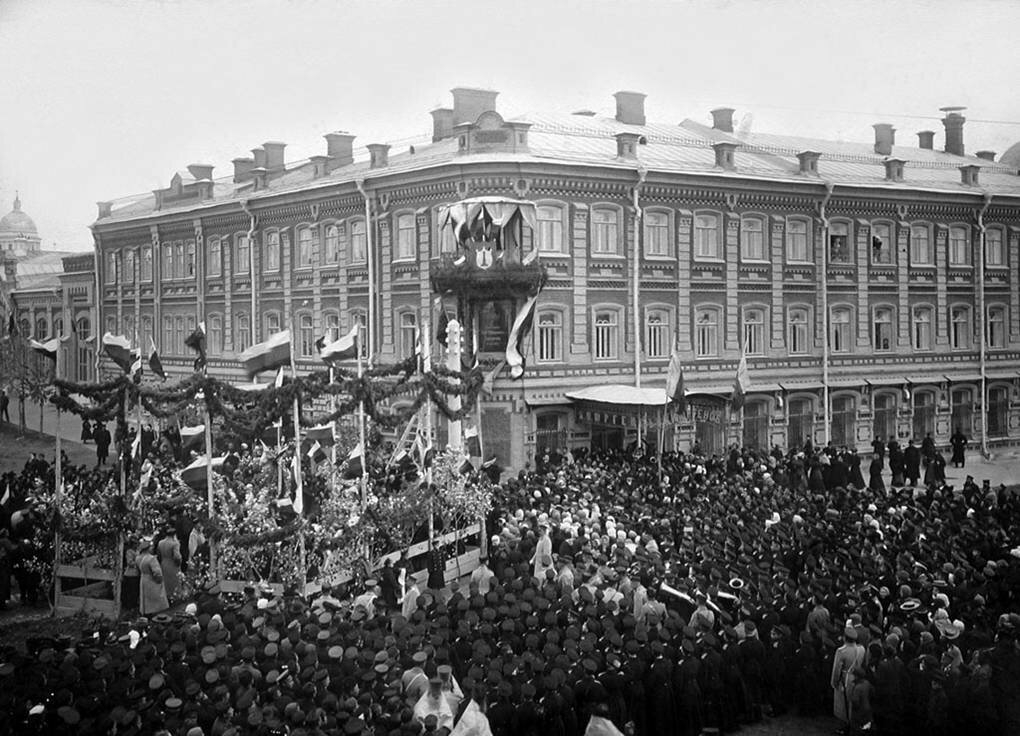
Открытие Мемориальной доски И. А. Гончарову (1907).
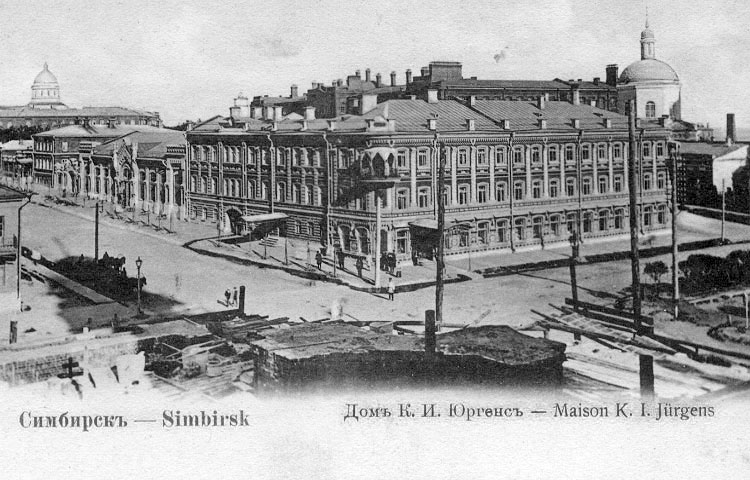
Дом Юргенса.
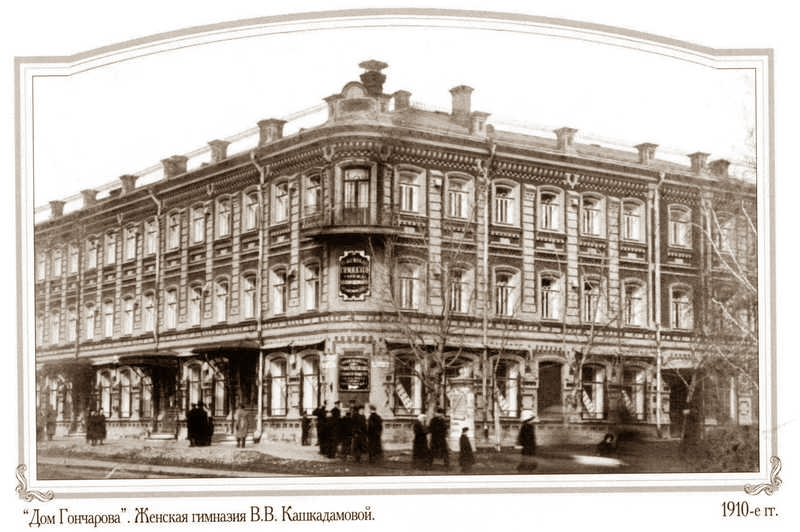
Гимназия В. В. Кашкадамовой.

## Дом Гончарова

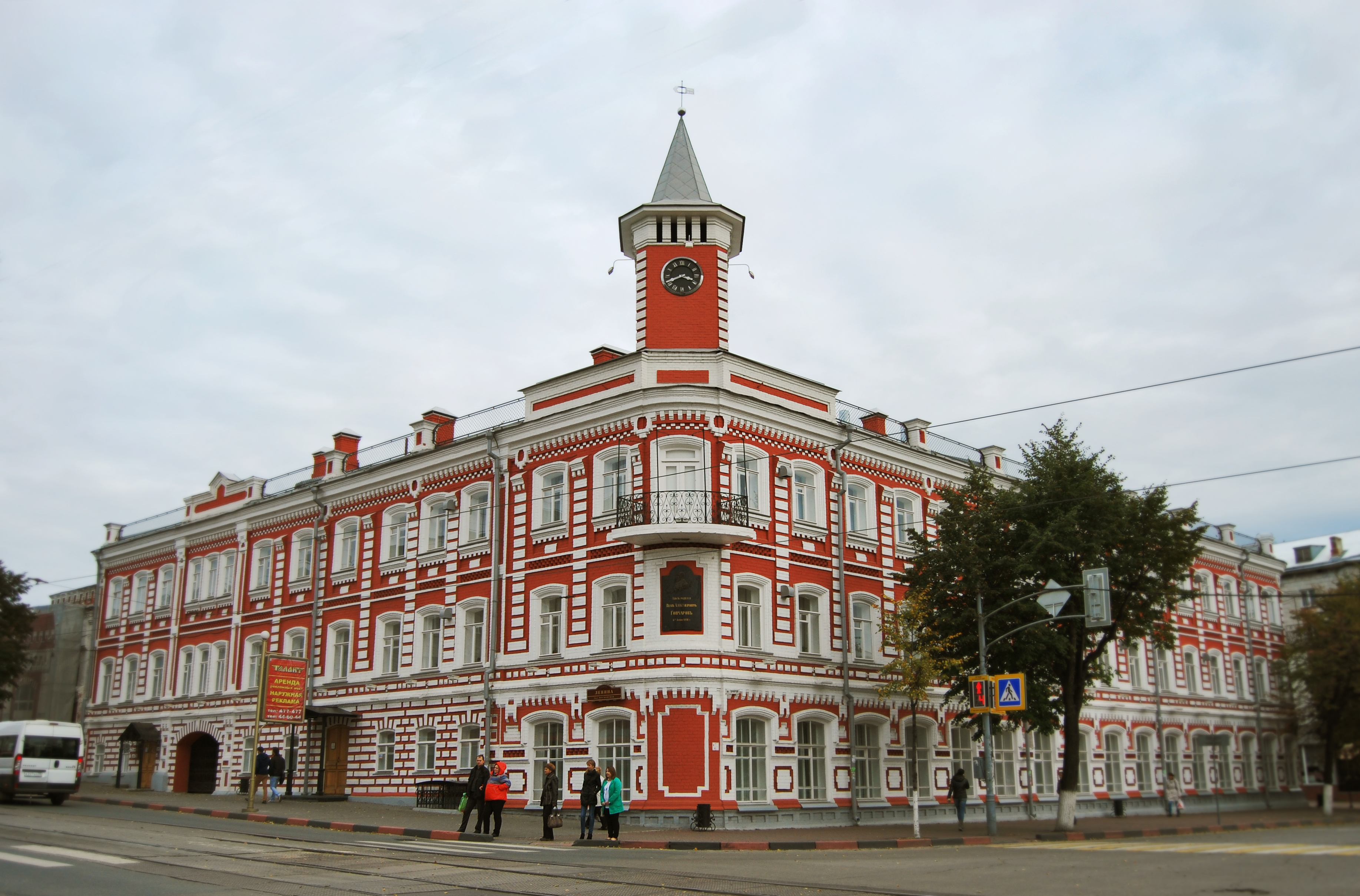
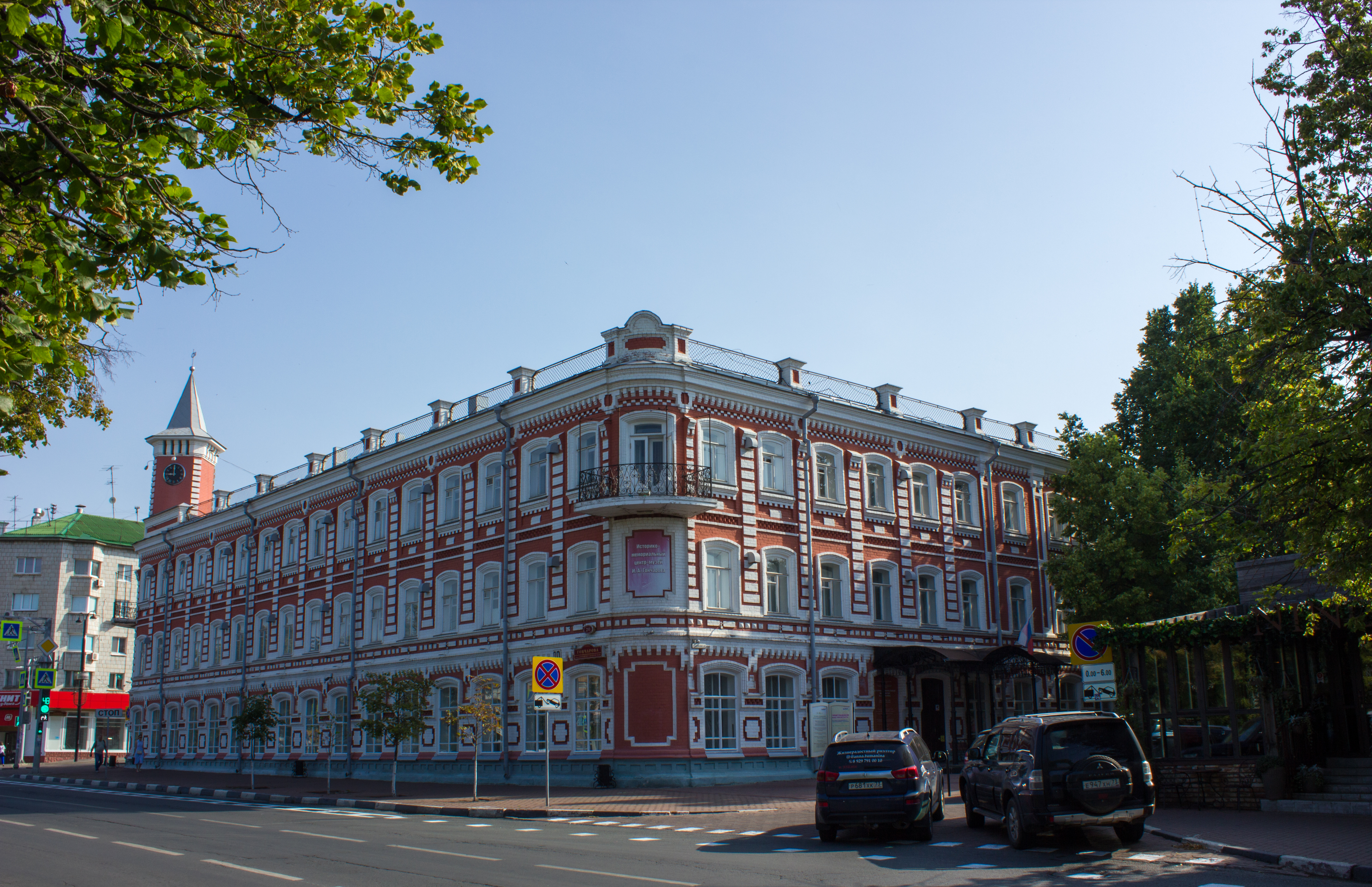
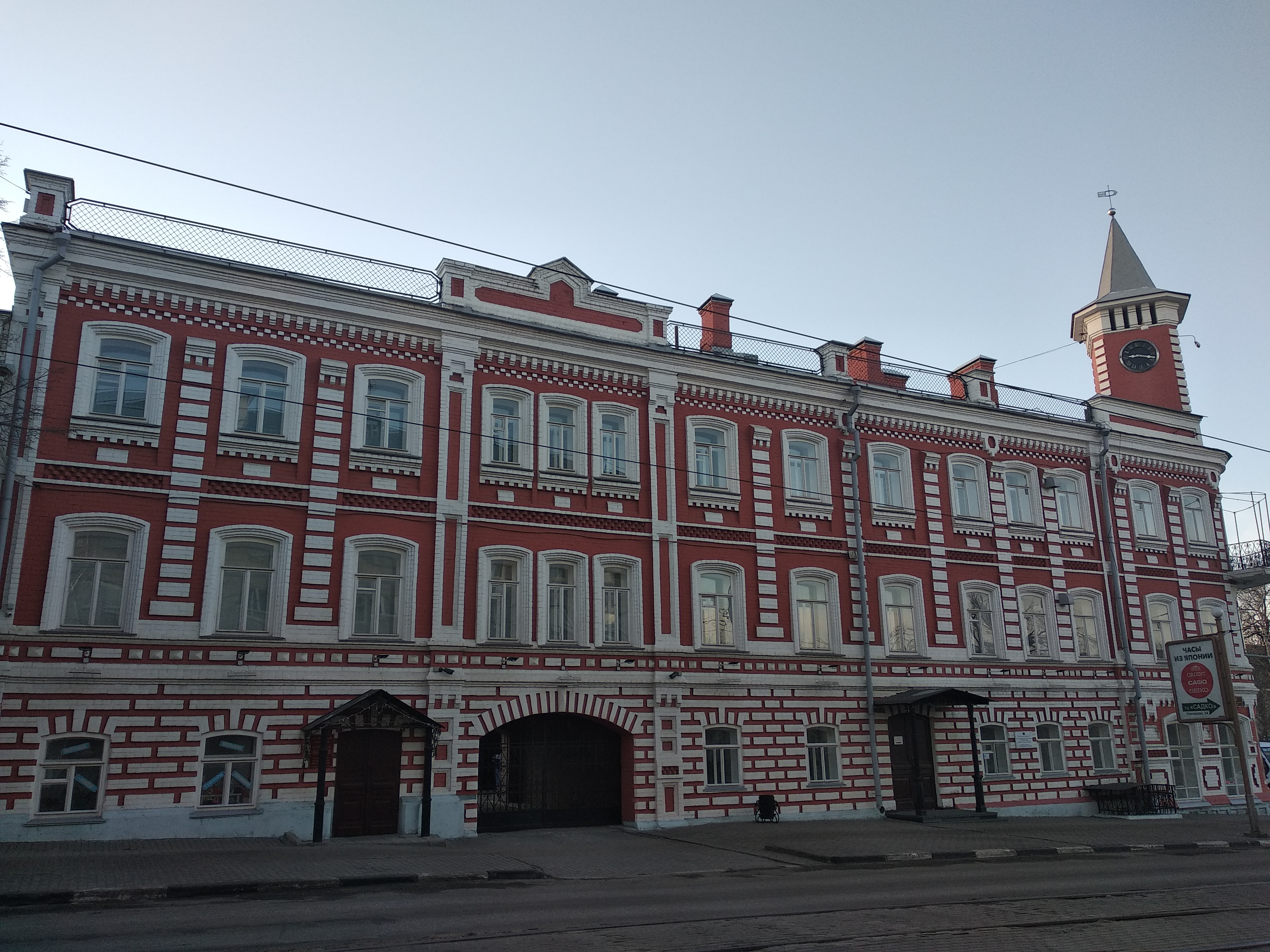
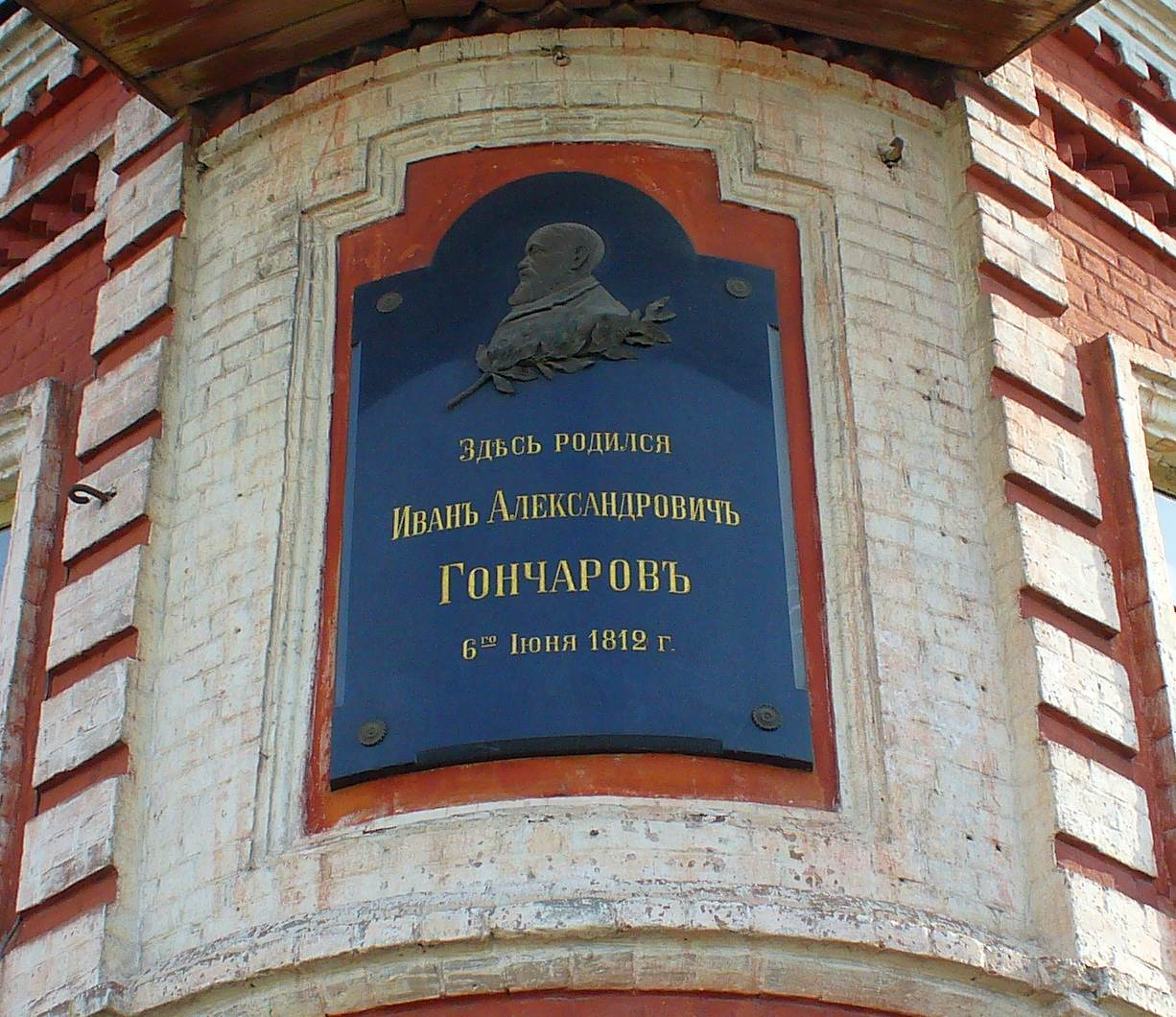
Мемориальная доска Гончарову. 1907 г.
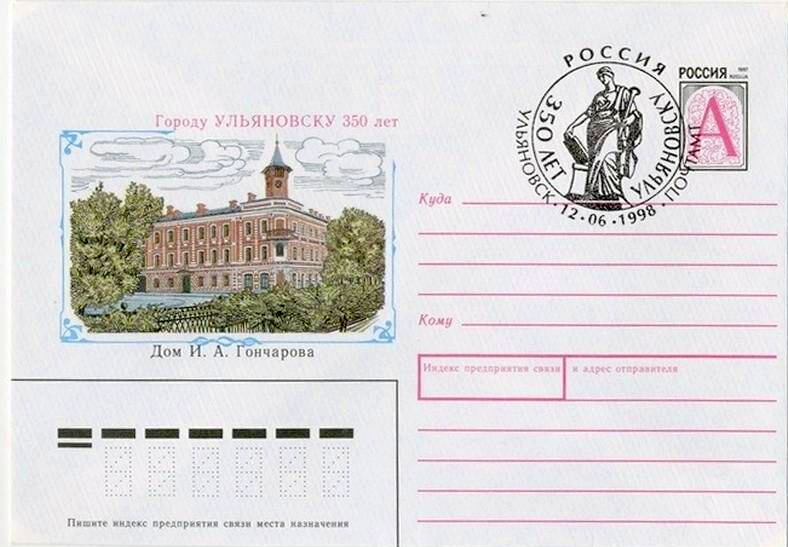
ХМК РФ, 1998 г.